# Amor celeste imperial
Amor celeste imperial es un álbum de estudio de la banda  Amanitas publicado en el año 2017.

## Acerca del álbum
Luego del lanzamiento de su EP «Anónima», Amanitas comenzó a trabajar en crear nuevas canciones debido a que fueron invitados a realizar una gira por China y tenían la necesidad de realizar un show más extenso (gira que se efectuó en julio de 2016 y en la que visitaron las ciudades de Beijing, Shenzhen, Guangzhou y Guiyang). Para las presentaciones en el país asiático incluyen este material hasta el momento inédito junto con canciones de EP Anónima.
Para financiar la creación del álbum se realizó mediante un proceso de venta en verde entre los fanes de la banda, por lo que cual con un pago previo les permitía acceder a la descarga del álbum una vez estuviese listo.
El primer adelanto de este nuevo álbum fue la canción Tetricancamusa el cual mostraron a través de un canal de Youtube en dos videos donde se muestra a la banda interpretando la canción, siendo el primero de estos de septiembre de 2016 y el segundo fue subido en junio del siguiente año.
Se publicaron tres sencillos antes del lanzamiento de álbum Me desvelo, Tu sonido y Cuéntame, el álbum fue publicado el 7 de diciembre de 2017 en las plataformas digitales, el lanzamiento oficial del álbum fue el 16 de diciembre en la sala SCD de Plaza Egaña.

## Sencillos
El primer sencillo es «Me desvelo», publicado en diciembre de 2017, que cuenta con un video musical protagonizado por Andrea Fuentes y dirigido Alexis Matus.
El segundo es «Tu sonido», publicado en julio de 2017, cuenta con un video musical protagonizado por la vocalista del grupo Nati Pérez, y Nicolás Sandoval, siendo dirigido por Gabriela Toro.
El tercero es «Cuéntame», publicado en noviembre de 2017, poco antes del estreno del álbum, tiene un video musical protagonizado por Nadia Belén García y Nicolás Rojas, dirigido por Alexis Matus. Sobre la letra de esta canción, la vocalista Natti Perez dijo en la página Culto de La Tercera: «La letra cuenta la historia de dos seres de diferentes planetas que se conocen en sueños y anhelan amarse en un mismo lugar. Un día se encuentran en el universo y explotan como el Big Bang, en la mitad de la nada, en medio de todo».
El cuarto sencillo es «Aveluz», lanzado el 9 de abril de 2017 con un vídeo de sesión en vivo por Youtube.

## Listado de canciones
Todas las letras escritas por Natalia Pérez, toda la música compuesta por Amanitas. 
| N.º | Título           | Duración |  |
| 1.  | «Tetricancamusa» | 4:40     |  |
| 2.  | «Cuéntame»       | 4:43     |  |
| 3.  | «Tu sonido»      | 4:08     |  |
| 4.  | «Triza»          | 3:00     |  |
| 5.  | «Aveluz»         | 4:06     |  |
| 6.  | «Me Desvelo»     | 3:46     |  |
| 7.  | «Sudakalandia»   | 4:31     |  |
| 8.  | «Mil formas»     | 4:27     |  |
| 9.  | «Vaivén»         | 4:39     |  |

## Créditos[14]
- Música creada por Amanitas
- Letras escritas por Natalia Pérez
- Voz principal y batería: Natalia Pérez
- Teclado y synth: Paula Rojas
- Bajo: Manuela Reyes
- Scratch y coros: Lorena Guerra
- Guitarra eléctrica y coros: Josefa Hidalgo
- Producido por Sinclavi y Natalia Pérez.
- Mezclado por Sinclavi
- Grabado en Muscine Estudio por Sinclavi
- Baterías y bajos grabados en Estudios Celis por Misha Celis y Andres Celis
- Masterizado por Francisco Holzmann  (Clio Mastering)
- Arreglos vocales por Diego Capi y Amanitas.
- Ilustraciones por Planetaliens
- Diseño y arte por Planetaliens y Natalia Pérez
- Duplicación: Comunidad Fonográfica Pradera
- Producción Ejecutiva: Amanitas y Esteban Pérez

## Énlaces externos
- Álbum en Spotify
- Álbum en iTunes
- Álbum en Portal Disc
- Álbum en Youtube

- Datos: Q46934421